# Guipy
Guipy település Franciaországban, Nièvre megyében. Lakosainak száma 226 fő (2022. január 1.). Guipy Héry, Vitry-Laché, Neuilly, Pazy, Saint-Révérien és Beaulieu községekkel határos.

## Népesség
A település népességének változása:
| Lakosok száma | 252  | 244  | 276  | 240  | 234  | 227  | 227  | 227  | 226  |
|               | 2013 | 2015 | 2016 | 2017 | 2018 | 2019 | 2020 | 2021 | 2022 |